# Tipula (Acutipula) paria
Tipula (Acutipula) paria is een tweevleugelige uit de familie langpootmuggen (Tipulidae). De soort komt voor in het Oriëntaals gebied.